# El Corte Inglés

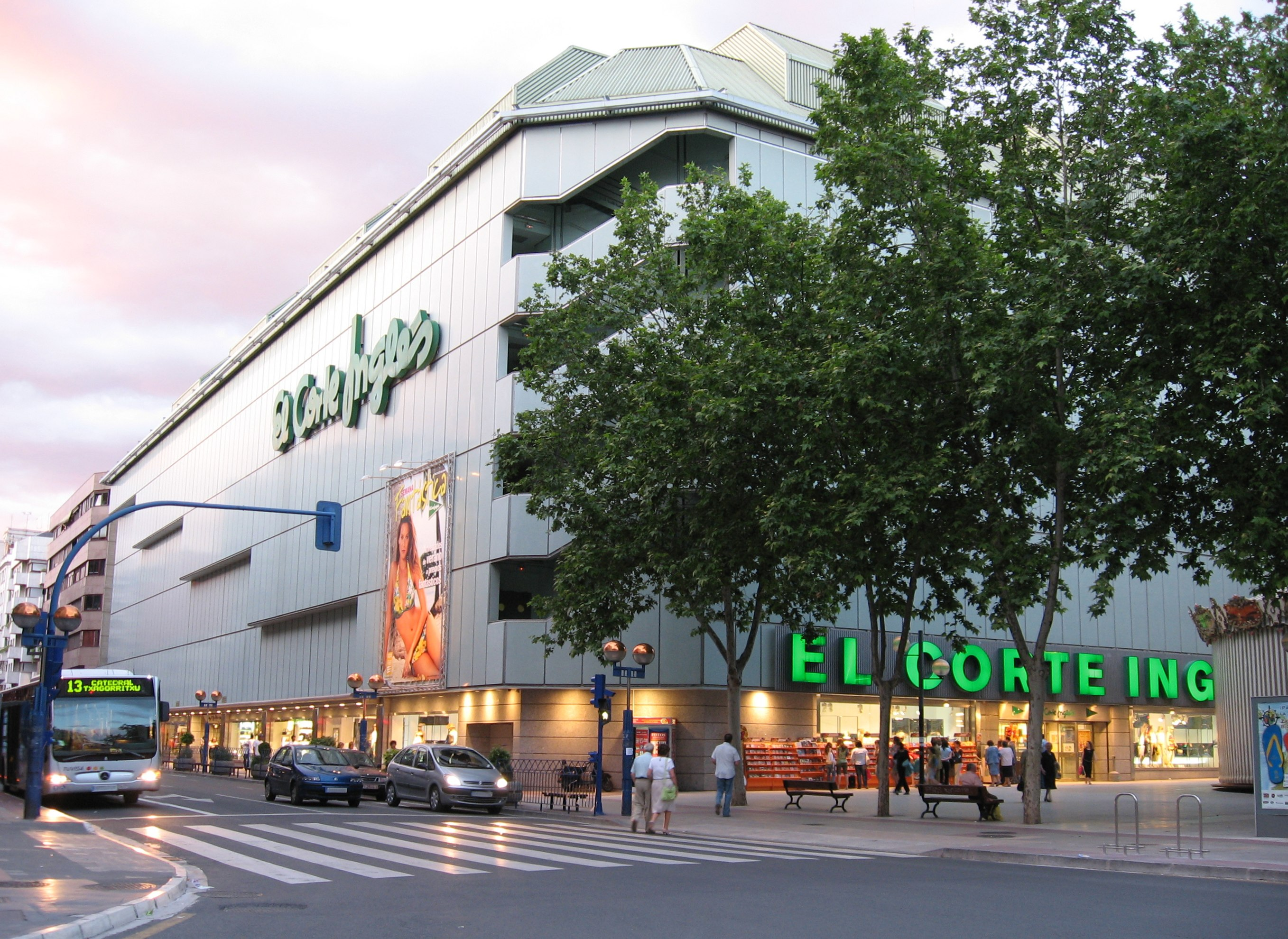
Centrum El Corte Inglés w Vitorii-Gasteiz

El Corte Inglés – krajowa sieć centrów handlowych w Hiszpanii, w skład którego wchodzą zazwyczaj różnorodne sklepy, hipermarkety, kioski, restauracje, agencje podróży. El Corte Inglés posiadają w swej ofercie jedne z najlepszych i najbardziej znanych hiszpańskich i międzynarodowych produktów. Centra El Corte Inglés są zazwyczaj wielkopowierzchniowe oraz oferują szeroki asortyment produktów m.in.: meble, filmy, RTV i AGD, wyroby metalowe, książki, odzież, artykuły spożywcze, płyty CD itp.
W skład El Corte Inglés wchodzą należące do spółki przedsiębiorstwa pokrewne takie jak:
- Viajes El Corte Inglés (biura podróży),
- Hipercor (sieć hipermarketów),
- Opencor (droższe sklepy, galanterie, artykuły ekskluzywne),
- Supercor (supermarkety),
- Informática El Corte Inglés (komputery i usługi związane z informatyką),
- Sfera (odzież),
- Bricor (dekoracja i produkty a branży budowlanej)

## Historia
W 1934 r. założyciel Ramón Areces kupił sklep krawiecki, zlokalizowany w jednej z centralnych ulic Madrytu przy calle Preciados i przekształcił całość w spółkę akcyjną. Po jego śmierci, zarządzanie przejął bratanek Isidoro Álvarez – obecny właściciel całej sieci, będący zarazem jednym z najbardziej wpływowych ludzi w Hiszpanii. W 1995 El Corte Inglés wykupiło udziały konkurencyjnej, będącej w stanie upadłości Galerías Preciados. W 2001 r. nastąpiła międzynarodowa ekspansja, otworzono pierwsze sztandarowe centrum handlowe w Lizbonie w Portugalii, w 2006 otworzono kolejne w Vila Nova de Gaia niedaleko Porto.